# آرثر بنجامين
آرثر بنجامين (بالإنجليزية: Arthur T. Benjamin) ولد (19 مارس 1961) هو دارس في علم الرياضيات أمريكي ويعمل أستاذ للرياضيات في كلية هارفي مود
اشتهر آرثر بقدراته في الحساب الذهني و بعمل عروض مباشرة أمام الجمهور ويقوم بإجراء عمليات حسابية مع عدة أشخاص يرون نفس العمليات من خلال الآلآت الحاسبة. يبدأ بينجامين بإجراء حسابات بسيطة كتربيع عدد مكون من رقمين حيث يكون التحدي في اللعبة هو السرعة، وصولًا إلى قيامه بعملية ضرب عددين يتكون منهما من 5 أرقام باستخدام ذهنة دون اللجوء لآلة حاسبة أو حتى استخدام الأوراق والأقلام.